# Ermita de Sant Roc de Ternils
L'ermita de Sant Roc de Ternils està al municipi de Carcaixent (la Ribera Alta, País Valencià), és l'edifici més antic conservat al poble. Més exactament està ubicada al terme de l'antic lloc de Ternils, a poca distància de Carcaixent en direcció sud. Aquest lloc va anar despoblant-se i va desaparèixer ja en el segle xvi, degut a epidèmies i a riuades contínues, i els habitants passaren a Cogullada i Carcaixent.
Fou l'antiga església de Ternils, la qual, a més, va ser la primera església cristiana instal·lada en tota l'horta de Carcaixent. Tingué l'advocació primitiva a sant Bartomeu. Després del despoblament i el trasllat de la parròquia a Carcaixent (1573) l'església queda reduïda a l'ermita que és com es coneix en l'actualitat.
És d'estil gòtic, construïda en el segle xiii arran de la conquesta cristiana. És, doncs, d'estil gòtic inicial, de transició del romànic al gòtic, enquadrada dins del conjunt de temples anomenats esglésies de la reconquesta.
És una construcció senzilla que consta d'una nau única rectangular de 20,5 x 9,20 metres, amb cinc arcs interiors apuntats i recolzat en mènsules, la capçalera és rectangular i sobresurt en planta.
A l'exterior destaquen els contraforts i la coberta a dues aigües amb teula. Aquesta coberta crea per damunt dels contraforts una cornisa d'estil mudèjar, que combina dos colors de rajoles i alterna peces disposades en cantó amb altres disposades horitzontalment i en dent de serra.
La façana se situa als peus del temple, on s'allotja la portada d'arc de mig punt, realitzada amb dovelles desiguals de carreus amb grans salmeres que es recolzen en impostes de les quals sorgeixen uns semifusts senzills fins al sòl. Sobre la dovella central se situa una lluerna que il·lumina l'ermita. La façana es va reformar al segle xvii afegint un remat ondulat de tipus barroc, amb una petita espadanya.
A l'interior té el sostre de fusta al descobert, amb la decoració original de l'època de formes geomètriques i escuts romboidals amb les quatre barres roges i grogues.
A l'interior hi ha una pintura mural gòtica que ha estat restaurada el 2023.
En la dècada dels 80 es trobava en estat de semiruina i es procedí a la seua rehabilitació per l'Ajuntament de Carcaixent, sobre la base del projecte dels arquitectes Julián Esteban Chapapría i José Manuel Sant Joan.
Actualment té ús com a auditori.

## Detalls constructius

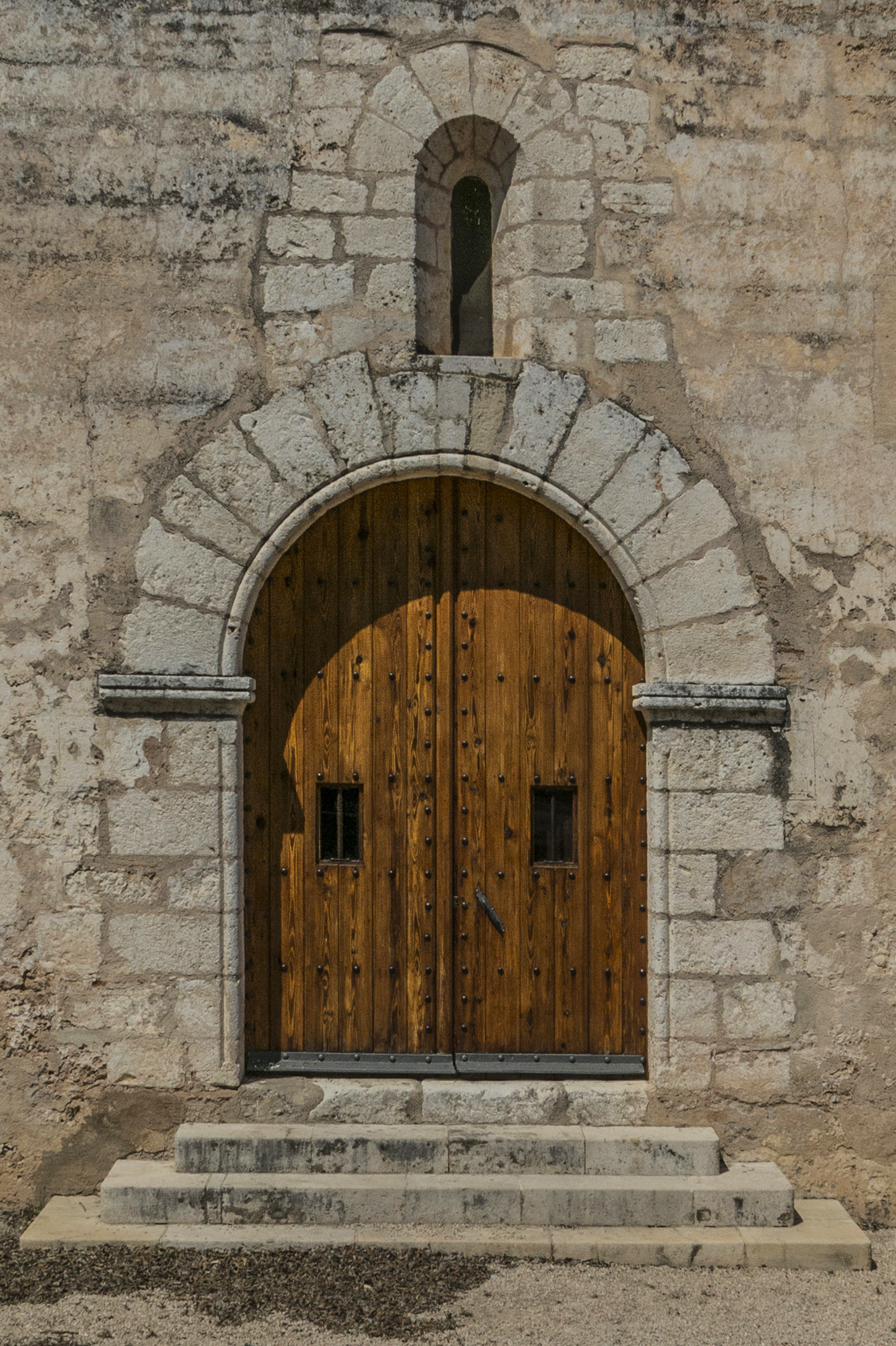
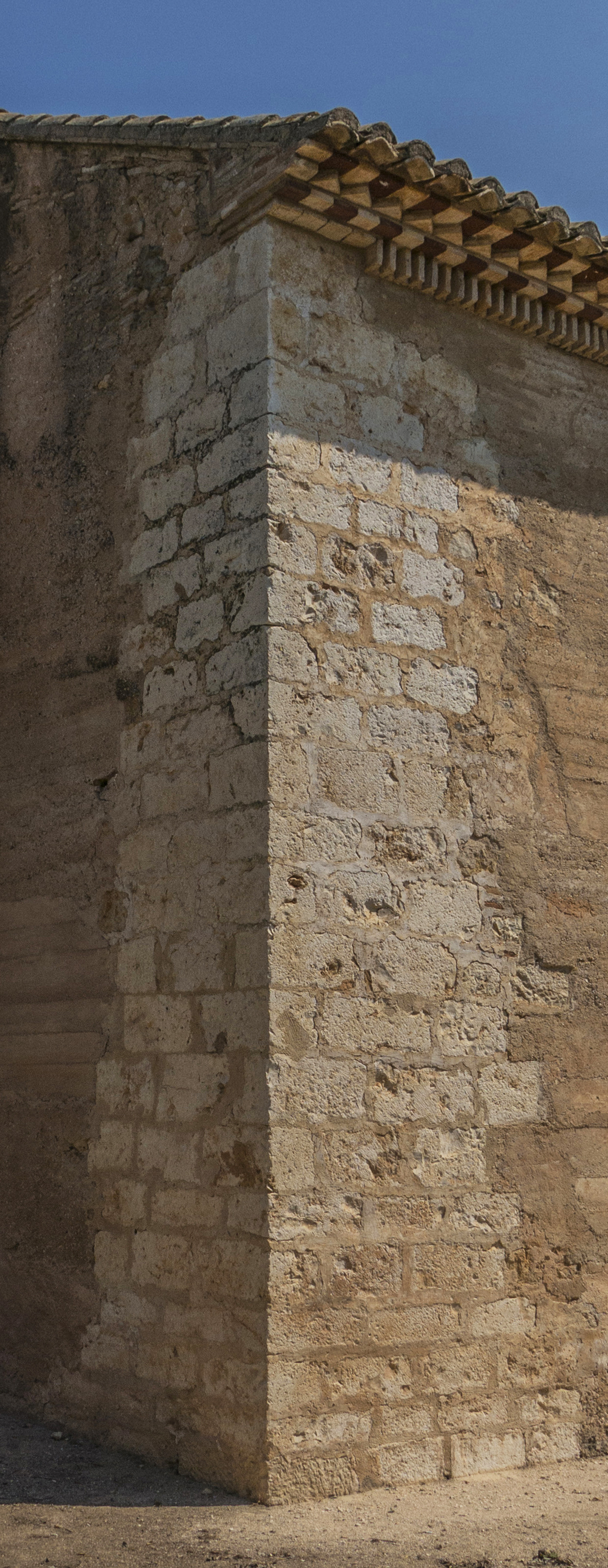
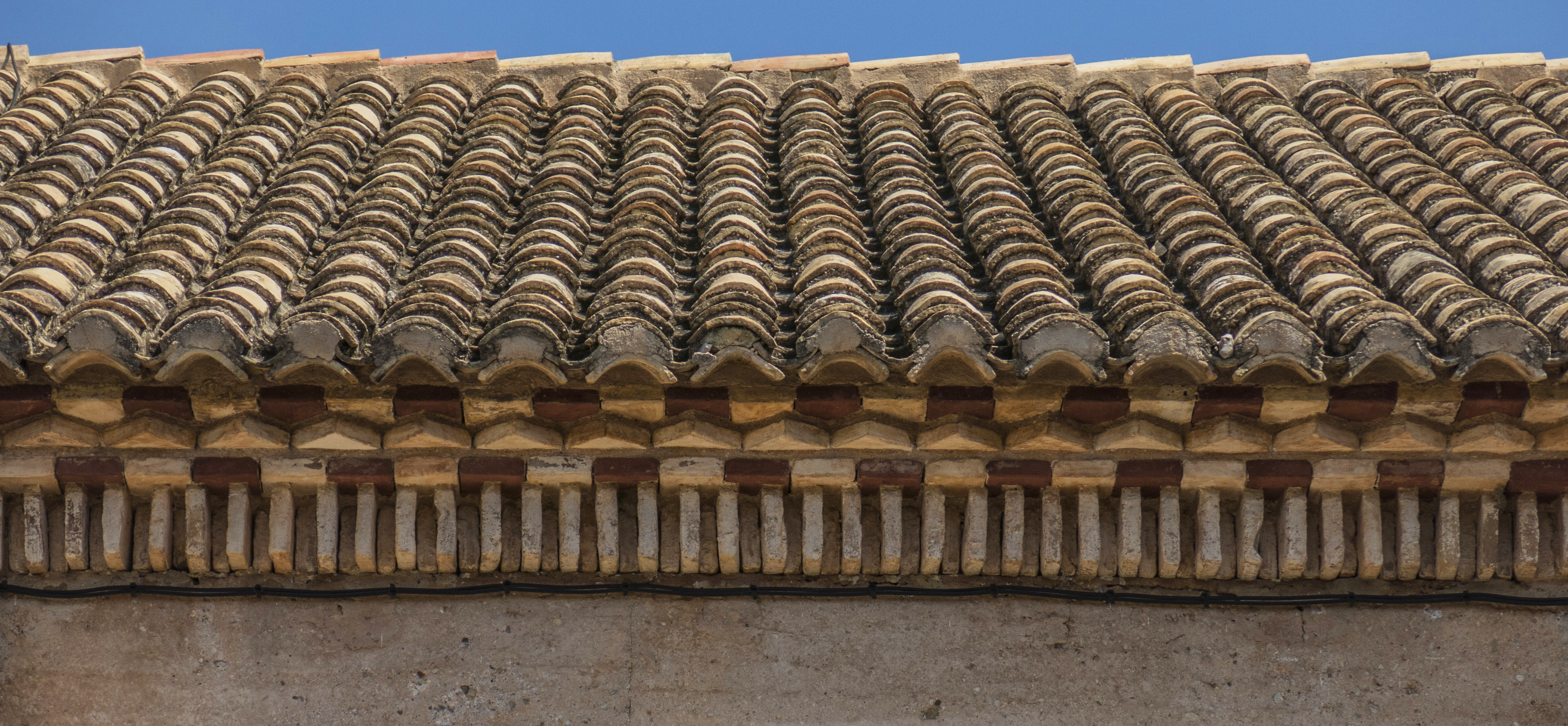
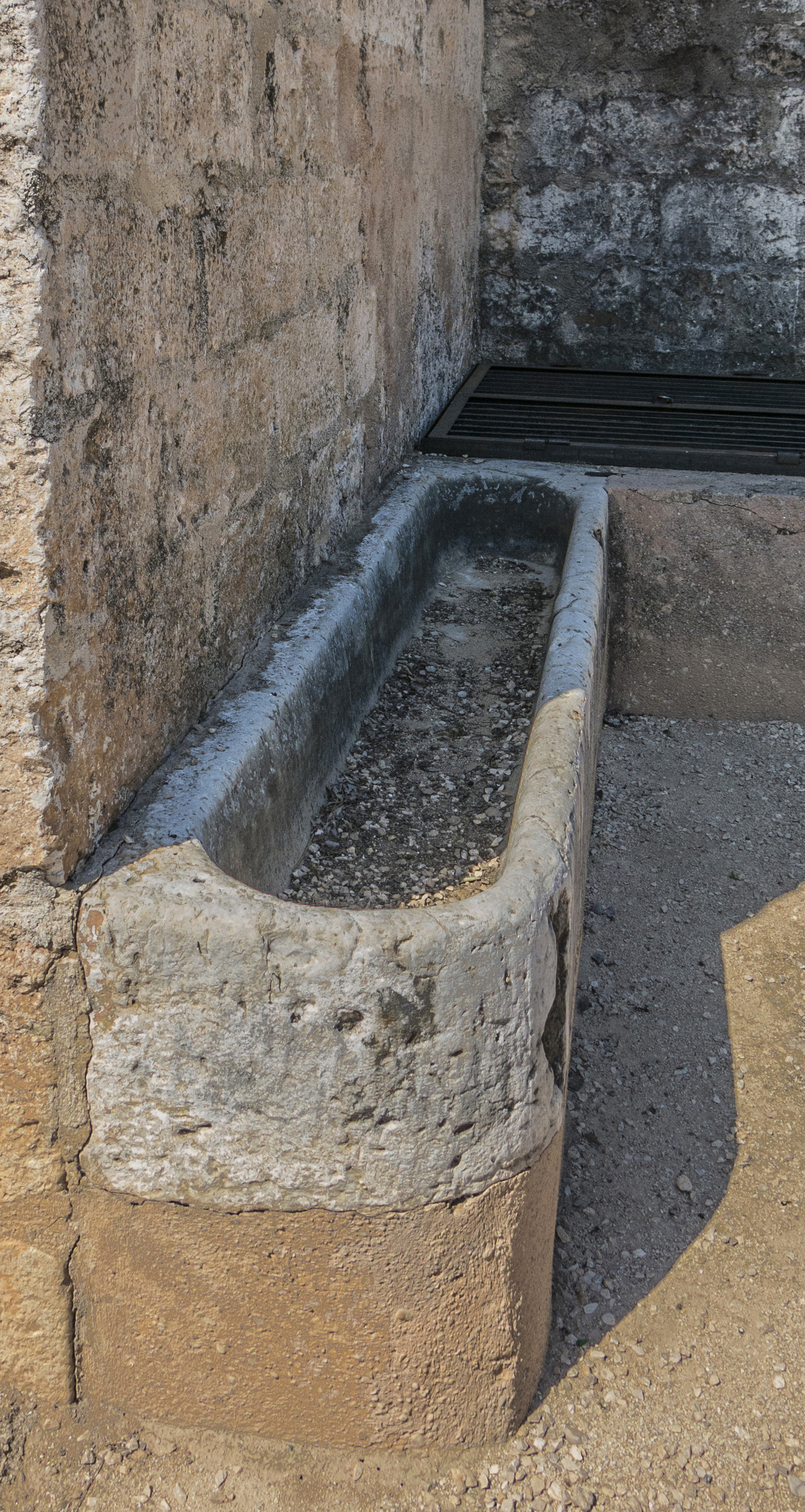